# Idea belina
Idea belina är en fjärilsart som beskrevs av Hans Fruhstorfer 1897. Idea belina ingår i släktet Idea och familjen praktfjärilar. Inga underarter finns listade i Catalogue of Life.